# Noctua denigrata
Noctua denigrata är en fjärilsart som beskrevs av Schultz. 1908. Noctua denigrata ingår i släktet Noctua och familjen nattflyn. Inga underarter finns listade i Catalogue of Life.